# رایان اسمیت
رایان اسمیت (انگلیسی: Ryan Smyth؛ زادهٔ ۲۱ فوریهٔ ۱۹۷۶) بازیکن هاکی روی یخ اهل کانادا است.
از باشگاه‌هایی که در آن بازی کرده‌است می‌توان به ادمونتون اویلرز اشاره کرد.